# NGC 326
NGC 326 (други обозначения – UGC 601, MCG 4-3-25, ZWG 480.26, 4ZW 35, PGC 3482) е елиптична галактика (E) в съзвездието Риби.
Обектът присъства в оригиналната редакция на „Нов общ каталог“.